# Wavertree
Wavertree is een plaats in het bestuurlijke gebied Liverpool, in het Engelse graafschap Merseyside. In 2001 telde de plaats 14024 inwoners.